# Anton Andersson (fotbollsspelare född 1997)
Anton Glenn Andersson, född 24 februari 1997, är en svensk fotbollsmålvakt som spelar för Falkenbergs FF.

## Karriär
Andersson är uppvuxen i Falkenberg och har Vinbergs IF som moderklubb. Som 16-åring blev han uppflyttad i A-laget. Andersson spelade 132 ligamatcher i division 2 och division 3 samt en match i Svenska cupen mellan 2014 och 2019.
2020 gick Andersson till Ullareds IK och spelade 13 matcher i division 2 under säsongen. I januari 2021 värvades han av Ettan Södra-klubben Tvååkers IF. Andersson var ordinarie målvakt i klubben och spelade 51 ligamatcher för klubben under 2021 och 2022.
I december 2022 värvades Andersson av Falkenbergs FF, där han skrev på ett tvåårskontrakt. Andersson spelade 13 matcher i Ettan Södra 2023. Följande säsong var han ordinarie och höll nollan i 17 av 29 matcher då Falkenberg blev uppflyttade till Superettan. I november 2024 förlängde Andersson sitt kontrakt med två år.